# Heteronychia obvia
Heteronychia obvia är en tvåvingeart som beskrevs av Povolny 2004. Heteronychia obvia ingår i släktet Heteronychia och familjen köttflugor. Inga underarter finns listade i Catalogue of Life.